# Catherine McNeil
Pour les articles homonymes, voir McNeil.
Catherine McNeil, née le 20 mars 1989 à Brisbane, est un mannequin australien révélé par le concours Girlfriend Model Search. 
Elle a été classée 12e sur la liste du Top 50 des femmes mannequins par models.com.

## Biographie

### Carrière
En 2006, son agence parisienne NEXT Model Management la présente au photographe Mario Testino qui lui fait signer un contrat d'exclusivité. Il la photographie alors pour différentes éditions du magazine Vogue (UK et Paris) et pour V.
Elle débute sur les podiums en 2007, en ouvrant les défilés de Missoni, Alexander McQueen, Alessandro Dell'Acqua (en) et Givenchy. Elle fait aussi la publicité de Versace avec Kate Moss, Dolce&Gabbana et Hugo Boss.
En 2008, elle remplace Gemma Ward en tant qu'égérie de Jean Paul Gaultier.
En 2008 et 2010, elle est dans le calendrier Pirelli.
En 2009, Mert and Marcus réalisent une publicité pour Louis Vuitton où Catherine McNeil côtoie Claudia Schiffer.
En 2010, elle fait la couverture du magazine Vogue Australia. Elle est l'une des égéries publicitaires de Givenchy aux côtés de Mariacarla Boscono.

### Vie privée
On lui prête une relation lesbienne avec Ruby Rose depuis qu'elles ont été vues s'embrassant lors d'une pool party à Los Angeles. 
Dans le numéro juin-juillet 2010 de Vogue Paris, elle pose seins nus avec un tatouage aux initiales de Ruby Rose.

### Source
- (en) Cet article est partiellement ou en totalité issu de l’article de Wikipédia en anglais intitulé « Catherine McNeil » (voir la liste des auteurs).